# Grace Cossington Smith

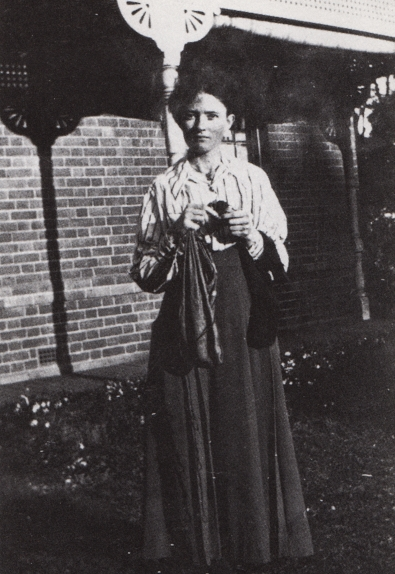
Foto der australischen Künstlerin Grace Cossington Smith vor ihrem Haus in Turramurra

Grace Cossington-Smith AO OBE (* 20. April 1892 in Sydney, New South Wales, Australien; † 20. Dezember 1984 in Roseville, New South Wales, Australien) war eine australische Malerin. Sie ist eine der bekanntesten australischen Malerinnen des 20. Jahrhunderts und war eine frühe Vertreterin des Post-Impressionismus in Australien.

## Leben und Werk

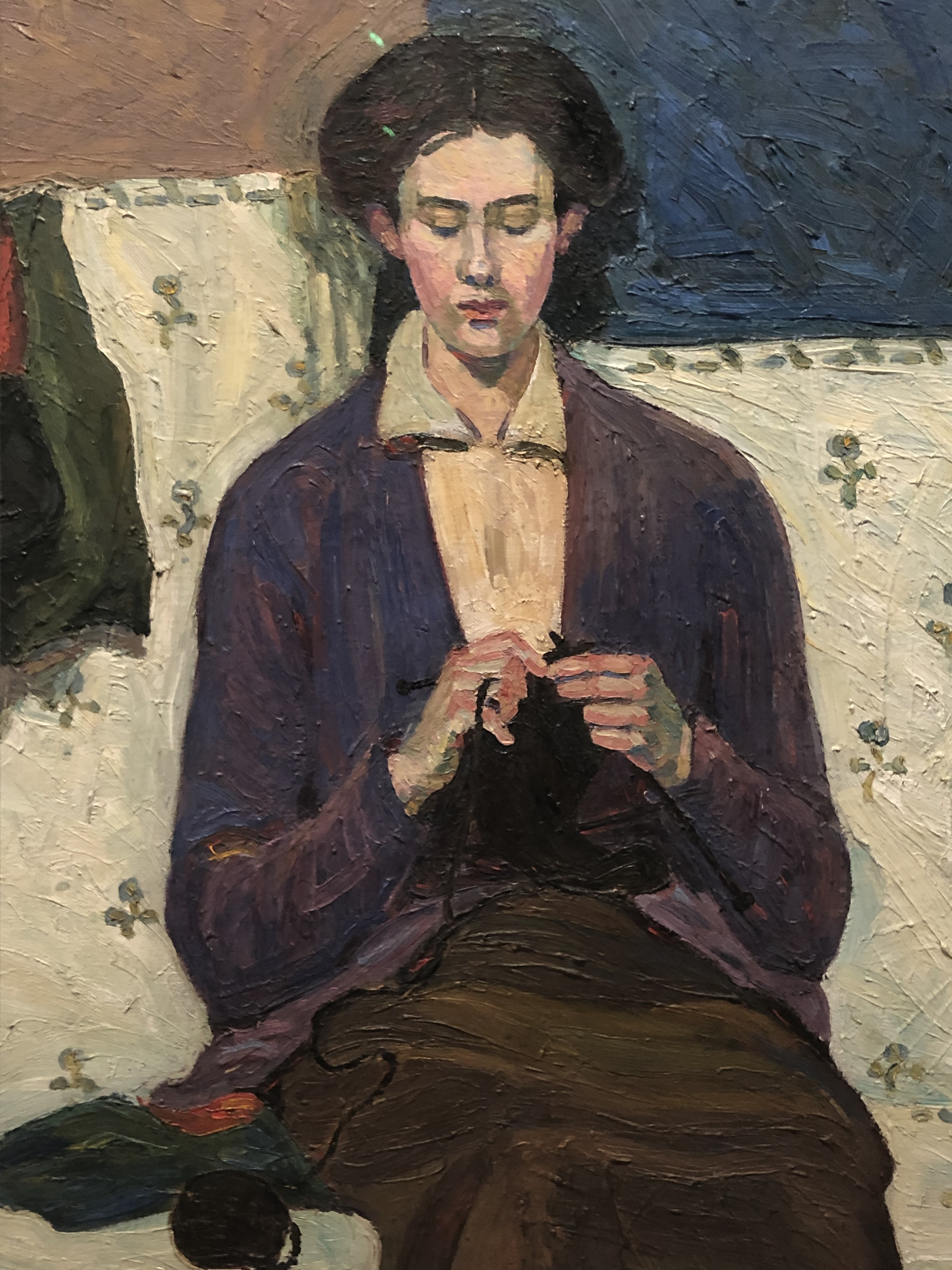
The Sock Knitter, 1915. Dieses Gemälde von Grace Cossington Smith aus dem Jahr 1915 zeigt ihre Schwester Magda beim Sockenstricken.

Smith war das zweite von fünf Kindern des in London geborenen Kronanwalts Ernest Smith und seiner Frau Grace, der Tochter des Pfarrers und Gutsherrn von Cossington, Leicestershire. Der Bruder ihres Vaters war Privatkaplan von Königin Victoria in Osborne House, Isle of Wight, seine Schwester war eine anglikanische Nonne.
Smith beendete ihre Schulausbildung 1909 in Abbotsleigh, wo sie Kunstunterricht bei Albert Collins und Alfred Coffey erhielt. 1910 begann sie in Sydney ihr Zeichenstudium bei Antonio Dattilo Rubbo, der spezielle Kurse für junge Damen anbot, und setzte dieses Studium dort an zwei Tagen in der Woche fort, als die Familie 1911 nach Bowral zog.
Im März 1912 segelte sie mit ihrer älteren Schwester für zwei Jahre nach Europa und wohnte in England bei einer Tante in Winchester. Sie besuchte Kurse an der Winchester School of Art und in Stettin, aber der nachhaltigste künstlerische Einfluss war ihre Erinnerung an die Gemälde von Antoine Watteau in Berlin.

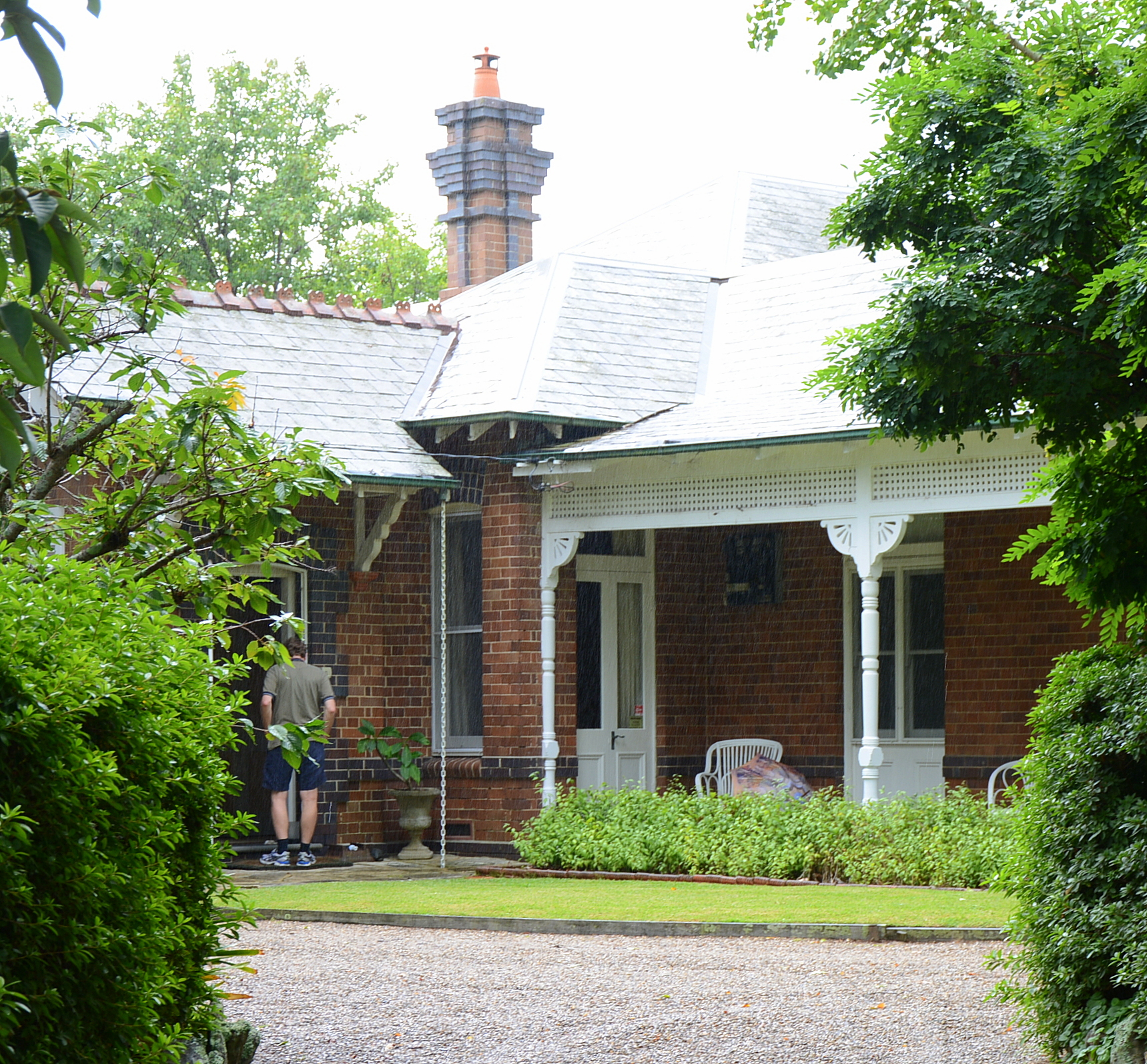
Cossington, ehemaliges Zuhause von Grace Cossintgton Smith, Ku-Ring-Gai Avenue, Turramurra, Sydney

Smith kehrte im April 1914 in das Haus ihrer Familie in Turramurra zurück, wo sie bis zum Ende ihres Berufslebens wohnte. Ihr Vater baute ihr nach ihrer Rückkehr aus Europa ein kleines Atelier im Garten von Cossington. Sie nahm wieder Unterricht bei Rubbo, der sich für moderne Kunst zu interessieren begann, angeregt von einer ehemaligen Schülerin, Norah Simpson, die 1913 mit Farbreproduktionen von Werken der Postimpressionisten nach Sydney zurückgekehrt war.
1920 kaufte ihre Familie das bislang gemietete Haus in Turramurra, das ursprünglich für Quäkertreffen errichtet worden war. Die Familie benannte es um in Cossington nach dem Haus ihrer Mutter in Leicestershire. Cossington wurde am 18. August 2006 in das New South Wales State Heritage Register aufgenommen. Zur gleichen Zeit nannte sich Smith auf Vorschlag ihrer Mutter mit ihrem Taufnamen Grace Cossington Smith.
Smiths erstes ausgestelltes Gemälde, The Sock Knitter (1915), war vielleicht das erste vollständig postimpressionistische Werk, das in Australien ausgestellt wurde. Ab 1915 schickte Smith Bilder zu den Jahresausstellungen der Royal Art Society of New South Wales, ab 1919 zur Society of Artists und ab 1926 schloss sich Smith Thea Proctor, Ralph Balson, Grace Crowley, Roland Wakelin und anderen modernistischen Künstlern in der Contemporary Group an, mit der sie viele Jahre lang ausstellte. Ihre erste Einzelausstellung fand 1928 in den Grosvenor Galleries statt, dann von 1932 bis 1971 alle drei oder vier Jahre in den Macquarie Galleries. Zu dieser Zeit begannen öffentliche Galerien, ihre Gemälde zu erwerben. 1973 organisierte die Art Gallery of New South Wales eine Retrospektive ihrer Werke, die als Wanderausstellung in Australien gezeigt wurde. Danach malte Smith nicht mehr.
Smith verließ Cossington schließlich und ging in ein Pflegeheim. Sie starb 1984 im Alter von 92 Jahren in Roseville.
2005 zeigte die National Gallery of Australia eine Retrospektive ihres Schaffens von 1910 bis 1971, die Gemälde und Zeichnungen aus öffentlichen und privaten Sammlungen sowie Skizzenbücher aus den Beständen der Galerie umfasste.
Die nach ihr benannte Grace Cossington Smith Gallery in Abbotsleigh ist eine Kunstgalerie sowie ein gemeinnütziges Programm, das jedes Jahr eine dynamische Ausstellungsreihe veranstaltet.

## Auszeichnungen
- 1973: Officer of the Order of the British Empire (OBE)
- 1983: Officer des Order of Australia (OA)[7]